# Pierre-Victor Galland
Pour les articles homonymes, voir Galland.
Pierre-Victor Galland né à Genève (Suisse) le 15 juillet 1822 et mort dans le 9e arrondissement de Paris le 30 novembre 1892 est un peintre décorateur et ornemaniste français.

## Biographie

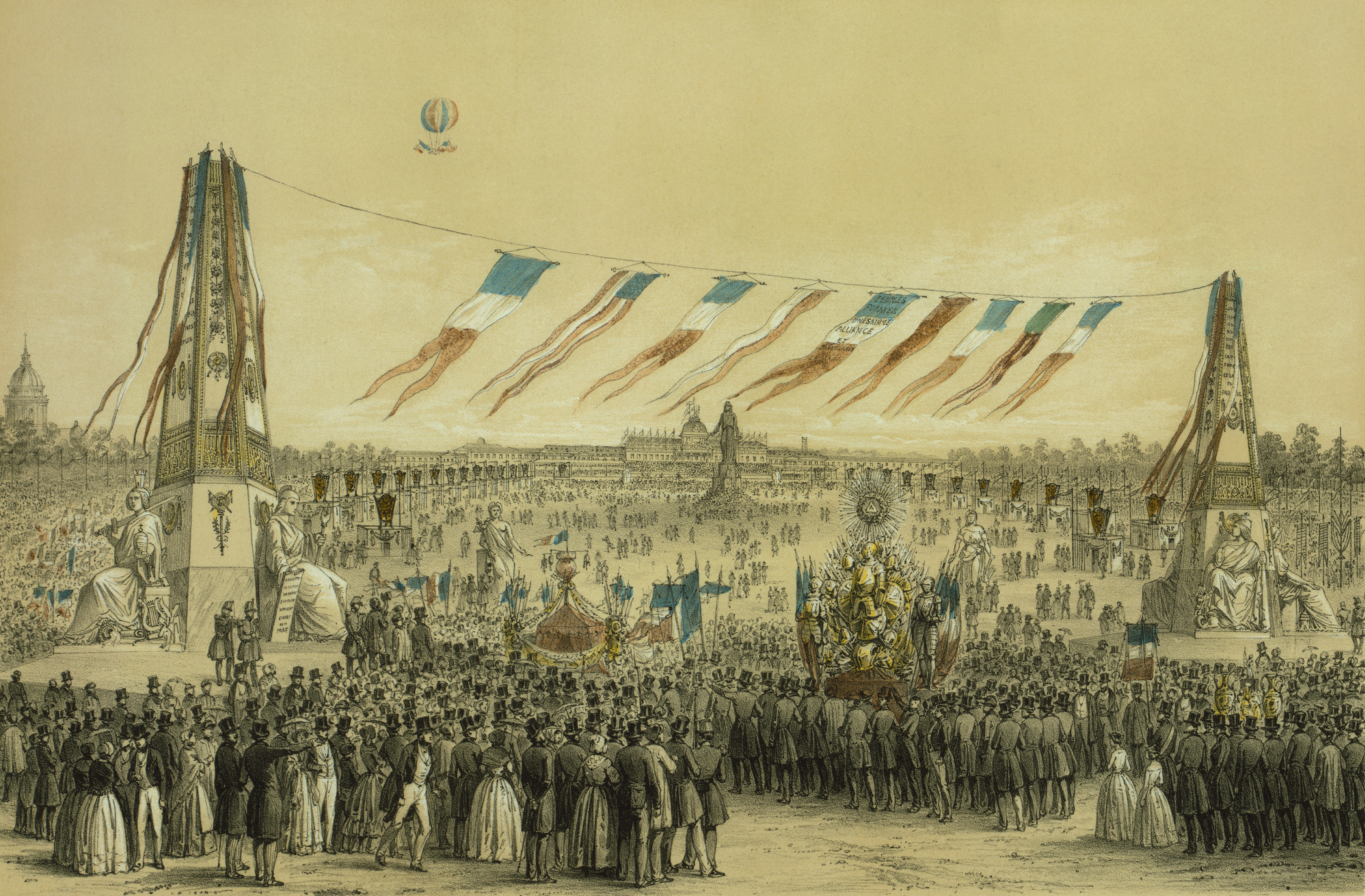
Jules Gaildrau et Charles Fichot, Fête de la Concorde, arrivée des corporations au Champ-de-Mars (1848), lithographie. Pierre-Victor Galland a contribué à la décoration de cet événement.

Jusqu'en 1838, Pierre-Victor Galland étudie la ferronnerie avec son père, François Galland, un orfèvre et joaillier. Sa mère, Marie Jeanne Fossin, était la sœur du joaillier du roi Jean-Baptise Fossin, que l'on retrouve dans la création de la joaillerie Chaumet. Pierre-Victor Galland rejoint ensuite l'étude d'Henri Labrouste pour des études d'architecture. Après deux années de formation, Labrouste l'encourage à poursuivre dans les arts décoratifs, sous la direction de Michel Martin Drolling. En 1843, le peintre décorateur Pierre-Luc-Charles Ciceri (1782-1868) embauche Galland pour l'aider à la peinture de figures, de fleurs, de fruits et de guirlandes. En 1848, il travaille de nouveau avec Labrouste à la décoration de la Fête de la Concorde.
En 1851, il décore un palais arménien à Constantinople. Il est l'auteur du plafond du grand escalier à Dartmouth House (en) de Mayfair à Londres (Angleterre). Il participe à la décoration du Panthéon en peignant La Prédication de saint Denis, qui fut achevée en 1885. Il conçoit aussi une série de tapisseries exécutées à la manufacture des Gobelins pour le palais de l'Élysée.
Galland réalise la décoration du plafond du salon de Musique de l'hôtel Jacquemart-André à Paris, représentant au centre Apollon sur son char, dieu des arts et de la musique. Il peint aussi, à la demande de Henri Labrouste, le ciel de la rotonde du salon Voltaire, à la Bibliothèque impériale (désormais rotonde Henri-Jean Martin de la bibliothèque de l'École des chartes).
Son atelier personnel était situé à Paris, au 25 rue Pierre-Fontaine dans le 9e arrondissement. Il était également enseignant à l'École des beaux-arts de Paris.

## Élèves
- Jean-Maxime Claude et son fils Georges
- Marcel de Chollet (1855-1924)[4]
- Auguste-Antoine Durandeau (1854-1941)
- Henri Bellery-Desfontaines (1867-1909), de 1886 à 1890 [5]
- Louis Hista (1851-1935), en 1874[6]
- René Janssens (1870-1936)[7]
- Armand Laureys (1867-1931)
- Adrien Moreau-Néret (1860-1944)

## Œuvres
- Gray (Haute-Saône), musée Baron-Martin : Enfant volant, huile sur toile, 44 × 41 cm, dépôt du musée des Arts décoratifs.

Œuvres de Pierre-Victor Galland
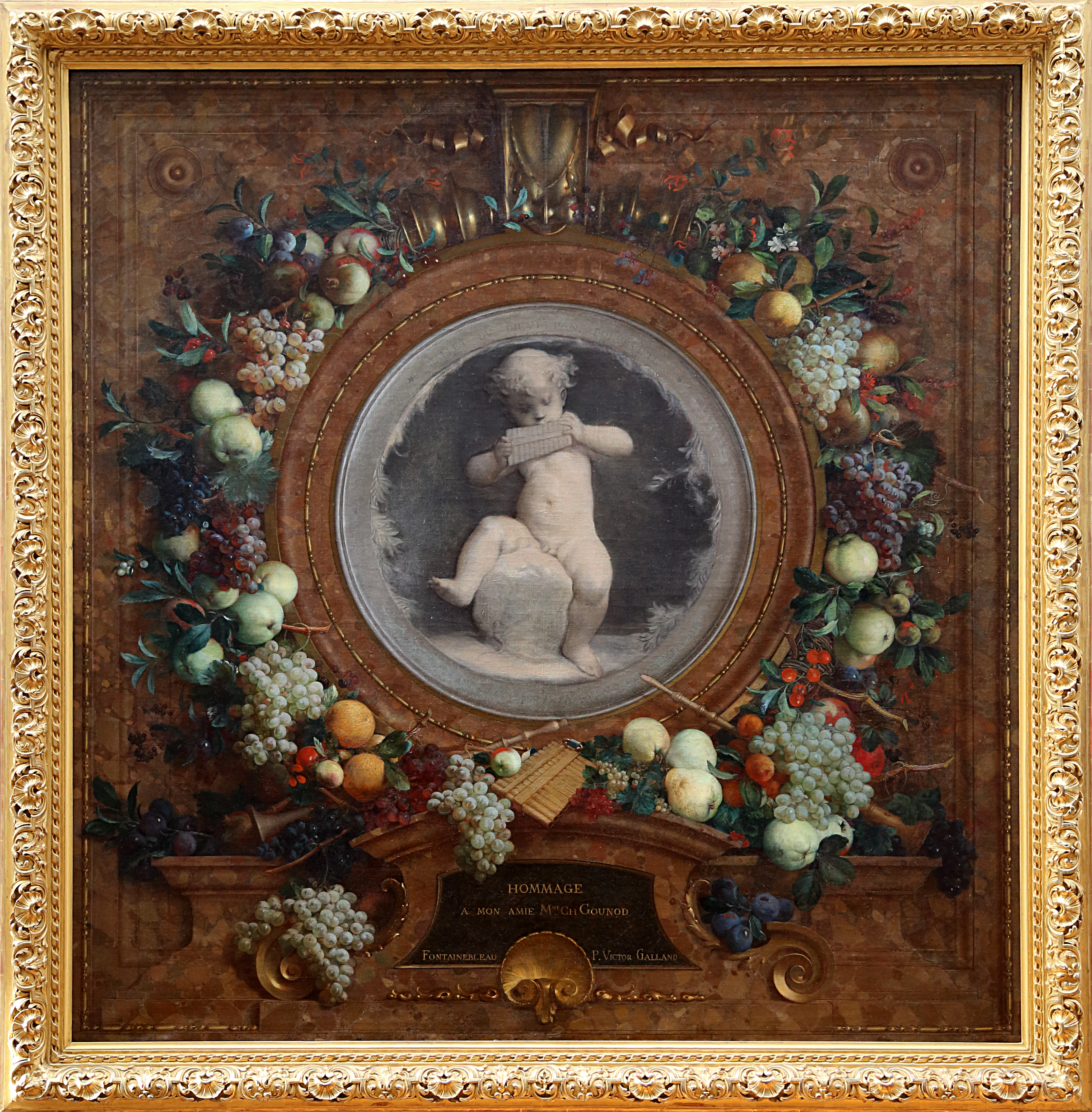
L'Enfance de Pan (vers 1883-1884), Roubaix, La Piscine.
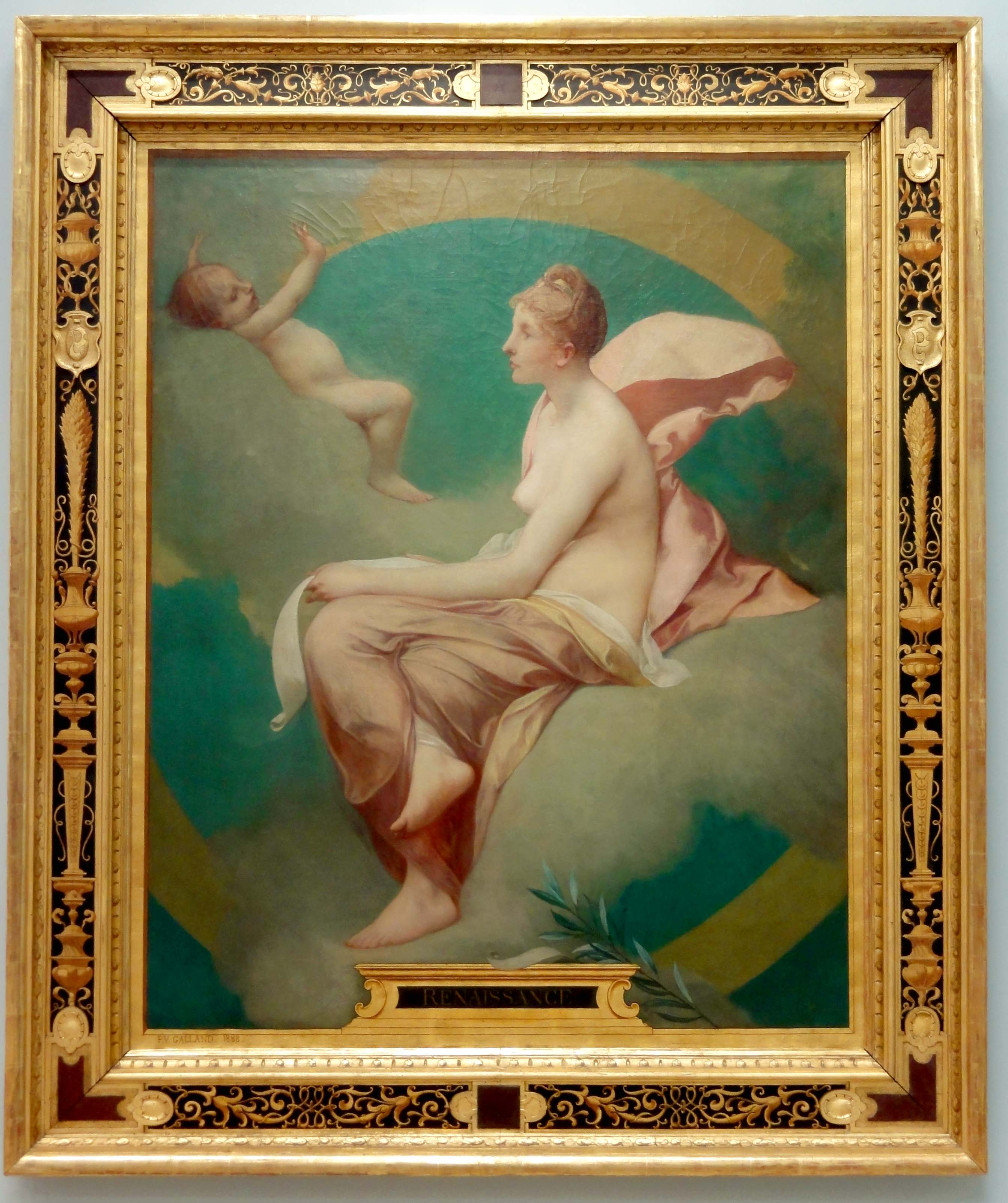
La Renaissance des Lettres (1888), Beauvais, MUDO - Musée de l'Oise.
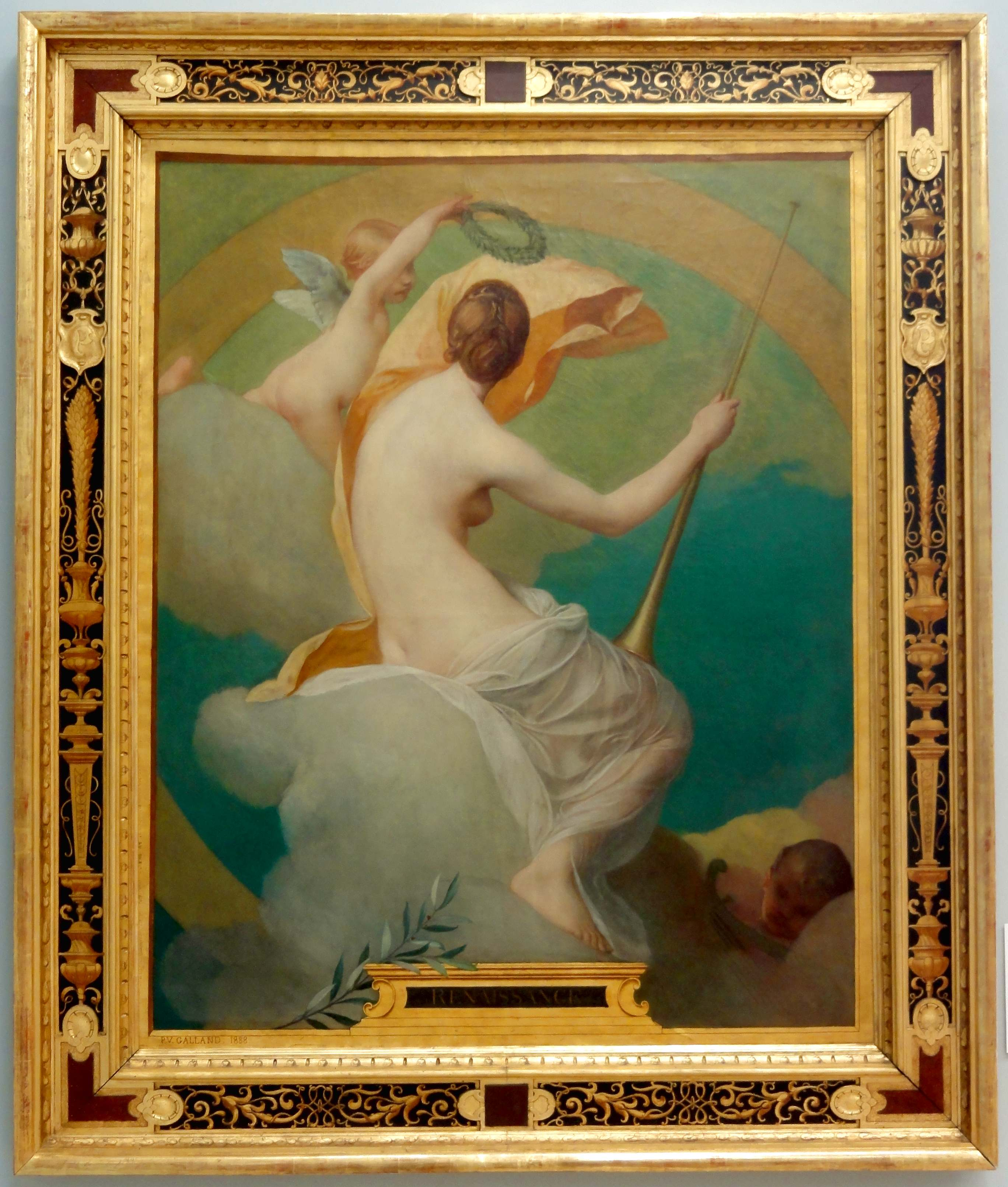
La Renaissance des Arts (1888), Beauvais, MUDO - Musée de l'Oise.
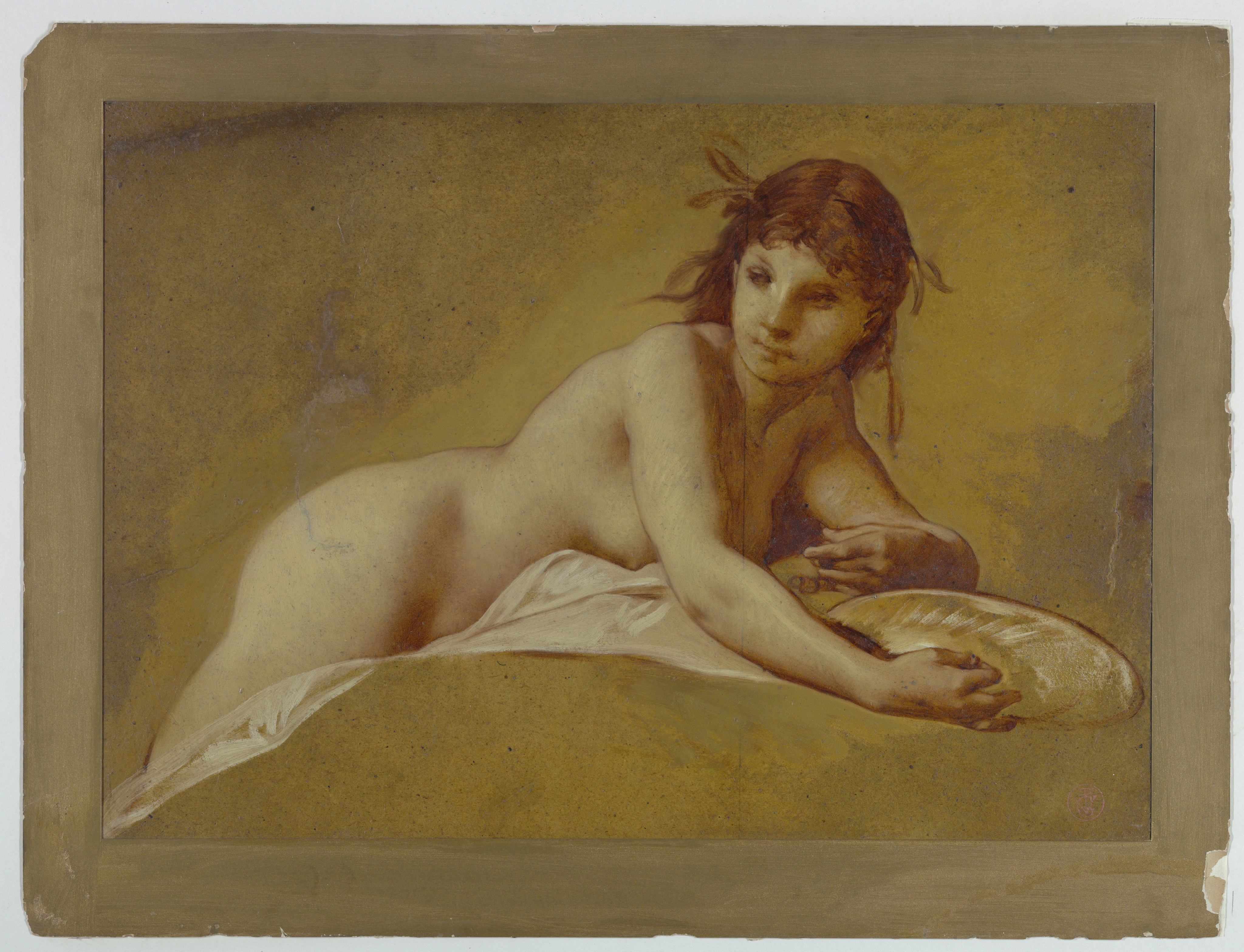
Étude de nu (fin du XIXe siècle, New York, Cooper–Hewitt, Smithsonian Design Museum.